# Dorrit Klotzbücher
Dorrit Klotzbücher (* 26. März 1957 in Eßlingen) ist eine deutsche Juristin. Sie war von 2018 bis 2023 Präsidentin des Sächsischen Landessozialgerichts und damit die erste Frau an der Spitze eines obersten Gerichts im Freistaat Sachsen.

## Beruflicher Werdegang
Klotzbücher war seit 1993 als Richterin auf Probe im Freistaat Sachsen am Sozialgericht Chemnitz tätig. Im August 1996 wurde sie dort zur Richterin auf Lebenszeit ernannt.
Nach mehreren Abordnungen an das Sächsische Landessozialgericht erfolgte im Jahr 2000 ihre Ernennung zur Richterin am Landessozialgericht beim Sächsischen Landessozialgericht. 2004 wurde sie zur Vizepräsidentin des Sozialgerichts Chemnitz berufen. Von 2008 bis 2011 war sie als Vorsitzende Richterin am Sächsischen Landessozialgericht tätig, ab 2011 als Vizepräsidentin des Landessozialgerichts.
Mit ihrer Ernennung zur Präsidentin des Landessozialgerichts am 1. Juli 2018 stand Dorrit Klotzbücher als erste Frau an der Spitze eines obersten Gerichts im Freistaat Sachsen. Sie stand damit der Sächsischen Sozialgerichtsbarkeit vor, in der 2018 rund 400 Bedienstete tätig waren, darunter 156 Richter. Mit Ablauf des 28. Februar 2023 trat sie in den Ruhestand ein und auf sie folgte Claudia Kucklick.

## Positionen
Im Februar 2020 äußerte sich die Juristin kritisch über die Personal- und Raumsituation am Landessozialgericht. Seit 2004 sei es mehr oder weniger chronisch unterbesetzt. Eine Klagewelle von Abrechnungsstreitigkeiten zwischen Krankenhäusern und -kassen vergrößere aktuell den Arbeitsanfall, dazu seien die Hartz-IV-Klagen um 10 Prozent gestiegen. Auch die Pilotphase zur Einführung der E-Akte binde Ressourcen. Daher gebe es Verfahrensdauern von mehr als 15 Monaten, auf ein Urteil müsse man im Schnitt 26 Monate warten. Auf lange Sicht erwarte man, so die Präsidentin, durch die Einführung der E-Akte aber eine Zeitersparnis bei den Verfahren, unter anderem durch die Verkürzung von Postlaufzeiten.